# Lijst van burgemeesters van Rijsoort en Strevelshoek
Dit is een lijst van burgemeesters van de voormalige Nederlandse gemeente Rijsoort en Strevelshoek vanaf het samengaan in januari 1846 van de gemeenten Rijsoort (Rijsoord) en Strevelshoek tot die fusiegemeente in september 1855 opging in de gemeente Ridderkerk.
| Ambtsperiode | Naam burgemeester         | Partij of stroming | Bijzonderheden |
| ------------ | ------------------------- | ------------------ | --- |
| 1846 - 1850  | Anthony (A.) Stoop J. Az. |                    | tevens burgemeester van Zwijndrecht (1843-1866)                                                                    |
| 1850 - 1855  | Hendrik Willem Metman     |                    | tevens burgemeester van Ridderkerk (1850-1861), Hendrik-Ido-Ambacht (1853-1855) en Sandelingen-Ambacht (1853-1855) |